# Территориальная прелатура Бокас-дель-Торо
Территориальная прелатура Бокас-дель-Торо (лат. Praelatura Territorialis Buccae Taurinae) — территориальная прелатура Римско-Католической церкви с центром в городе Бокас-дель-Торо, Панама. Территориальная прелатура Бокас-дель-Торо входит в митрополию Панамы. Епархия Читре распространяет свою юрисдикцию на территорию провинции Бокас-дель-Торо и автономное управление индейцев Нгобе-Бугле. Кафедральным собором епархии территориальной прелатуры является церковь Пресвятой Девы Марии в городе Бокас-дель-Торо.

## История
17 октября 1962 года Римский папа Иоанн XXIII издал буллу "Novae Ecclesiae", которой учредил территориальную прелатуру Бокас-дель-Торо, выделив её из епархии Давида.

## Ординарии территориальной прелатуры
- епископ Martín Legarra Tellechea OAR[1](6.11.1963 — 3.04.1969) — назначен епископом Сантьяго-де-Верагуаса;
- епископ José Agustín Ganuza García OAR (12.03.1970 — 1.05.2008);
- епископ Aníbal Saldaña Santamaría OAR (1.05.2008 — по настоящее время).

## Источник
- Annuario Pontificio, Libreria Editrice Vaticana, Città del Vaticano, 2003, ISBN 88-209-7422-3
- Bolla Novae Ecclesiae, AAS 55 (1963), стр. 923  (лат.)